# Кім Бусік
Кім Бусік (1075—1151) — державний діяч, генерал, конфуціанський учений і автор часів Корьо. Член королівського клану Кім, він був верховним канцлером в 1136—1142 роках, був відповідальним за придушення повстання Мьочхона.  Найбільш відомий створенням Самгук Сагі, найстарішої наявної письмової праці з історії Кореї. 

## Сім'я і ранні роки
Клан Кім Бусіка були прямими потомками останнього короля Сілла, Кіма Пу. Перший король Корьо Тхеджо одружився з дочкою їхнього клану, та і взагалі Кіми грали провідну роль в політиці впродовж всього раннього Корьо. Троє членів клану в період 981—1069 років навіть мали перші й другі чиновницькі ранги.
Батько Кім Бусіка, Кім Кан, був чиновником (досяг 3-го молодшого рангу) і досить відомим поетом. Коли він був у складі посольства до Сунського двору, він зі ще одним послом видав збірку віршів, яка справляла глибоке враження на китайських учених. «Загадки в віршах були настільки заплутані, що найзнаменитішим придворним ученим довелося ретельно вивчити їх, перш ніж зрозуміти».
Старший син Кім Кана, Кім Бу-піл (? — ?) досягнув 5-го старшого розряду в 1102 році, і більше нічим в світовій історії не відмітився, але в батька були ще три молодших сини, Кім Бу-иль (1071—1132), Кім Бусік і Кім Пьюі (1079—1136), які відіграли важливу роль в політиці і культурі Корьо. Кім Кан помер, коли Кім Бусіку було тринадцять років, і освітою своїх дітей опікувалась його вдова (пізніше король Єджон нагородив її щорічними почесними виплатами, відмічаючи, зокрема, її заслуги в справі допомоги кожному із її синів при підготовці до державного екзамену).

## Кар'єра

### Початок кар'єри
Склавши іспити в 1096 році, Кім  був призначений чиновником в провінцію Ансео. Згодом він був переведений в Халлімвон (Академію Листів), де був зокрема відповідальним за складання іноземної кореспонденції.
Брати Кім все піднімались по службовій драбині. Так, у 1115 Кім Бусік був призначений до Бюро Клопотань. Уже в цей час, незважаючи на відносно невеликі розряди (в Кім Бусіка — 6-й старший, в Кім Буиля — 5-й молодший), вони обоє були присутніми на зустрічах Таємної ради (Chae Chu).
Літературна і академічна репутація братів підвищувалась також через начитувані ними лекції по Конфуціанських класиках, що користувались значною популярністю в народі. В 1116 році ван Єджон заснував королівські лекції (kyeongyeon), після чого почався ряд назначень на посади  королівських викладачів. Королівські лекції були свого роду ритуалом, в якому правитель віддавав належне конфуціанському вченню. Багато з королівських викладачів належали до фракції Хань Ан-іня, що була опозиційною І Чха-гьєому. Обоє, як Кім Буиль, так і Кім Бусік, будучи там лекторами, викладали вчення Конфуція і Мен-цзи. Кім Бусік також вів лекції по «Книзі історії» і «Книзі змін».
Ці лекції стали ареною суперництва Кім Бусіка і Юн Оні, сина відомого генерала Юн Гвана. Юн був впливовим конфуціанським вченим і майбутнім прибічником Мьочхона і Пхеньянської фракції. Під час уроків Кім Бусіка Юн Оні весь час намагався поставити складні запитання, мабуть, намагаючись збентежити його і дескридетувати його вченність.
Після 1121 року Кім Бусік був призначений королівським мемуаристом, або цзі при дворі Єджона. До 1122 він отримав посаду управляючого в міністерстві ритуалів(Yebu Sirang), типову для третього молодшого рангу.

### Роль в міжнародній політиці, 1114—1122 роки
1114—1128 роки знаменувалися значними змінами в балансі сил Північно-Східної Азії. Близько 1100 року домінуючою в регіоні  була киданська імперія Ляо. Імперія Киданів і Сунський Китай офіційно вважались рівними, однак Сунам щорічно приходилось платити принизливу данину (яка правда не була такою офіційно), що нараховувала 300 000 зливків срібла і 200 000 відрізків шовку. Корьо також було формальним васалом Ляо, навіть незважаючи на те, що данина не виплачувалась ним з 1054 року.
Основні принципи політичної теорії Корьо були викладені в Десяти Приписах Тхечжо. Цей документ радив обережному наслідуванню китайських практик, і, як і в Китаї, виражав зневагу до киданів, та й інших кочових «варварів». Статус правителів Корьо можна  грубо підсумовувати як naeje oewang (імператор удома і король за кордоном). Корьоські монархи титулувались ванами і, як вже говорилось, були васалами Ляо, проводячи обережну зовнішню політику. З іншого боку, багато аспектів державного управління моделювалося на основі наслідування імперській політиці. Це пояснювалось відчуттям внутрішньої величі у більшості посадовців і учених, (у тому числі братів Кім), уявленням того, що Корьо є «можливим Центром Світу». За всіх цих обставин, Кім Бусік узяв значну участь у дипломатичних відносинах як з Ляо, так і з Сун.
Протягом всієї своєї кар'єри брати Кім демонстрували прагматичний підхід, як стосовно справ всередині країни, так і на міжнародній арені. Так, на початку століття, коли міць династії Ляо почала зростати, Кім Бу-иль привітав імператора Ляо як такого, що «Розвинув і збільшив [свою] територію, і зробив так, що як китаєць, так і варвар живуть тепер мирно»
В 1114 році лідер чжурчженів Ваньянь Агуда почав успішне повстання проти Ляо. У той час як більшість чиновників Корьо було проти чжурчженів, що Кім Пьюі, що Кім Бусік намагалися зберегти Корьо від сутичок і отримати вигоду від зміни геополітичної ситуації. Наприклад, перший запит Ляо  що до прохання допомоги було висунено (восьмий місяць 10-й рік царювання Єчжона, липень 1115) на розширеному засіданні Таємної ради (яке включало також вищих військових командирів). Більшість чиновників підтримали рішення щодо відправки військ. Опозицію очолили Кім Пьюі, Кім Бу-иль і Кім Бусік, які стверджували, що «відправка війська в іншу країну може стати причиною неприємностей і, безсумнівно, буде небезпечною для майбутнього». Їм вдалося призупинити винесення цього рішення. Приблизно в той же час Кім Бусік визнає зростаючу силу чжурчженів в офіційних листах до двору Ляо, але клянеться, що Корьо вірна киданям; якщо ж ні, то «нехай боги знищать його».
В 1115 році Агуда, отримавши ряд перемог над Ляо, проголошує створення династії Цзінь з собою як першим імператором. В 1116—1117 Бусік посланий в складі посольтва до Сунського двору. Корьо ж, в цей час все продовжує відмовляти Ляо в допомозі. У той час більшість чиновників уже допускали можливість падіння Ляо, але криза у відносинах з чжурчженями посилилась у відповідь на пропозицію Агуди визнати його «старшим братом» короля Корьо в 1117. Більшість чиновників прийняли пропозицію в штики, навіть обмірковували обезголовлення посланця. Фракція Кім Бусіка звісно старалась завадити цим рухам, але формальне підкорення Корьо Цзіньзькій імперії відбулося лише за правління Інчжона.
Що примітно, Кім Пьюі (озвучуючи позицію Кім Бусіка, що був у той час в Китаї) представив меморандум з пропозицією приєднатися до вимог імператора Агуди, даючи наступне пояснення: "Тепер навіть великий Сун називає себе молодшим братом Киданів, і вони співіснували разом мирно протягом декількох поколінь. І хоча немає нікого під небом, хто може порівнятися в гідності з Сином Неба [Корьоським ваном], підкоритися варварам зараз правильна політика, яку мудреці називають «тимчасово відкласти в сторону всі свої принципи, поки цього вимагають обставини і захист своєї країни». Пізніше сам Кім Бусік навів приклад такого вичікування в листуванні з Дзінь, аргументуючи, чому Корьо не може бути його васалом.

### Царювання Інчжона (1122—1146)
Перші роки царювання Інчжона (1122—1146) відбулися під контролем його опікуна І Чха-гьєома, що приходився монархові дідом по материнській лінії. В тойже час, незабаром після того, як Інчжон займає трон, Кім Бусік стає управляючим, а в 1124 році призначається на посаду четвертого секретаря в міністерстві Обрядів (Yebu Sirang). Коли І Чха-Гьєом зробив чергову спробу ще більше підвищити своє громадське положення, Кім Бусік, використовуючи своє положення, постав проти нього. Уже в 1122 році він виступав проти надання особливих почестей І, як дідові вана. Пізніше були і інші нападки. Проте, після невдалої спроби перевороту проти І Чха-гьєома на початку 1126, Кім Бусік не тільки залишився при владі, а ще й був призначений на посаду головного цензора.
Загалом, роль Кім Бусіка в поваленні І Чха-гьєома достеменно невідома. Кім Бу-иль, з іншого боку, був одним з посередників між військовими прихильниками Інчжона  і Пьюі, спонукаючи їх дезертирувати.
Після 1126 брати Кім, через Раду Безпеки, продираються до найвищих посад.
У 1135—1136 Кім Бусік, призначений міністром оборони, відповідав за придушення заколоту Мьочхона. Добірні частини блокували ватажків заколоту в Согьоні, а по всій країні карателям надали надзвичайні повноваження. Терор швидко привів до тями беззбройних селян, а серед заколотників почалася паніка. Мьочхона зарізали, його голову відіслали до столиці, щоб випросити прощення, але Кім Бусік не пішов на перемовини, і після року боїв Согьон упав, а всі активні заколотники були вирізані. Ставши в 1136 році верховним канцлером, Кім Бусік диктував свою волю в корьоському уряді аж до свого офіційного виходу на пенсію в 1142 році. У 1142 році Інчжон замовив компіляцію в один твір подій Троєцарства. Використовуючи переважно різні китайські джерела(особливо Сима Цяня), Кім Бусік на чолі команди, яка складалась з чотирнадцяти авторів, склав найстаріше джерело корейської історії, що дійшло до нашого часу. Самгук Сагі була представлена Інчжону наприкінці 1145 — на початку 1146 року.

## Твори
«Самгук сагі» (кор. 삼국사기, 三國 史記, Samguk Sagi, буквально: Хроніки трьох королівств) — історичні записи «епохи Троєцарства». «Самгук Сагі» була написана на китайській мові (як і вся корейська література того часу).
Робота складається з 50 томів (Квонів 卷, дослівно «сувій»), що включають:
- «Записи про Сілла» («Нагі»; 나기 羅 紀, або «Сілла понгі» 本 紀) (16 томів)
- «Записи про Когурьо» («Йогі»; 여기 麗 紀 / «Когурьо понгі») (10 томів)
- «Записи про Пекче» («Чегі»; 제기 濟 紀 / «Пекче понгі») (6 томів)
- Хронологічні таблиці («Ньонпхьо» 년표 年表) (3 томи)
- Монографії («Чі» 지 志) (9 томів): церемонії і музика, транспорт і житла, географія, політичний устрій.
- Життєписи («Йольджон» 열전 列傳) (10 томів)

## Релігійні погляди
Ідеологічні і релігійні погляди Кім Бусіка співпадали з тодішньою ситуацією в Корьо. Конфуціанство було головною державною ідеологією, спрямованою на соціальну згуртованість і державне управління. Кім був одним з найвідоміших послідовників конфуціанства свого часу.
Що до буддизму, то в дванадцятому столітті він вже сформувався як релігія усіх верств населення. Буддизм користувався королівським й аристократичним патронажем, і буддистська ієрархія була інтегрована в державну бюрократію. Кім Бусік був практикуючим буддистом. Зокрема він створив сімейний храмовий комплекс Кваллан-са. Цей храм також надихнув Кіма написати вірш «В Кваллані». Після відставки Кім став «мирським монахом» (keosa).